# Tripyla setifera
Tripyla setifera är en rundmaskart. Tripyla setifera ingår i släktet Tripyla och familjen Tripylidae. Arten är reproducerande i Sverige. Inga underarter finns listade i Catalogue of Life.